# Лугове (Петропавлівська селищна громада)
Лугове́ — село в Україні, у Синельниківському районі Дніпропетровської області. Входить до складу Петропавлівської селищної громади. Населення становить 62 особи.

## Географія
Село Лугове знаходиться на лівому березі річки Самара, вище за течією на відстані 0,5 км розташоване село Озерне, нижче за течією на відстані 2,5 км розташоване село Васюківка, на протилежному березі — село Хороше. Через село проходить автомобільна дорога Т 0424.

## Історія
За даними 1859 року Лугове було панським селом. 30 подвірь, 193 мешканців
До 2020 року орган місцевого самоврядування — Самарська сільська рада.
19 липня 2020 року, в результаті адміністративно-територіальної реформи та ліквідації  Петропавлівського району, село увійшло до складу новоутвореного Синельниківського району.

## Населення

### Мова
Розподіл населення за рідною мовою за даними перепису 2001 року:
| Мова       | Кількість | Відсоток |
| ---------- | --------- | -------- |
| українська | 57        | 91.94%   |
| російська  | 5         | 8.06%    |
| Усього     | 62        | 100%     |